# Jose Coye
Jose Coye, né en 1942, est un homme politique bélizien, membre du Parti uni du peuple (PUP) et Ministre de la Santé lors des années 2000. 

## Biographie
Jose Coye est comptable avant de se lancer dans la politique,.
Il est maire de Belize City de 1995 à 1998 et membre fondateur de l'Association des maires du Belize. Il est élu à la Chambre des représentants du Belize en 1998 dans la circonscription de Caribbean Shores, dans le district de Belize, battant le Premier ministre sortant Manuel Esquivel. Le mois suivant son entrée à la Chambre, Marshall Nuñez le remplace au poste de maire de Belize City le 22 septembre 1998.
Il occupe le poste de ministre dans plusieurs ministères. Il est ainsi Ministre de l'Industrie et du Commerce entre 1988 et 1999, Ministre de la Santé et du Travail à partir d'octobre 1999 et Ministre des Travaux Publics en 2004. Cette même année, au mois d'août, Coye fait partie des sept ministres qui démissionnent du cabinet du Premier ministre Said Musa à la suite d'un différend concernant le financement de la sécurité sociale. Cependant, Coye est réintégré au cabinet après des négociations avec le Premier ministre et d'autres ministres du gouvernement et conservera son poste de Ministre des Travaux Publics lors de la restructuration de décembre 2004. Après un nouveau remaniement du Cabinet le 12 avril 2006, il reprend le poste de Ministre de la Santé jusqu'aux nouvelles élections du 7 février 2008, élections qui verront la victoire de Dean Barrow pour le poste de Premier ministre.
Lors des élections de 2008, il est également battu par Carlos Perdomo (UDP) dans la circonscription de Caribbean Shores. Coye perd sa candidature pour la division en avril 2011 après avoir été battu par Anthony Mahler lors d'une convention électorale du PUP.
Toujours en 2008, après avoir quitté ses fonctions de ministre, Coye et son collègue, l'ancien ministre des Ressources naturelles Florencio Marin Sr., sont accusés de complot en vue de « détourner la valeur de 56 parcelles de terrain dans la région de Caribbean Shores »,. Cependant, en février 2013, la Cour caribéenne de justice rejette l'affaire pour manque de preuves.
Après son départ de la politique, Jose Coye retourne à son ancien travail d'expert-comptable. Il réalise ainsi en 2018, à la demande du nouveau maire Bernard Wagner, un audit des comptes de la mairie de Belize City, déclenchant une controverse parmi les opposants du maire tout juste élu.